# 吉田朋好
吉田 朋好（よしだ ともよし、1946年1月 - ）は、日本の数学者。東京工業大学名誉教授。専門は位相幾何学、特にゲージ理論と3次元多様体の不変量。
京都大学理学部数学科卒（1969年）。同大学院修士課程修了（1971年）。博士号取得（1975年）。
津田塾大学講師、岡山大学助教授、東京都立大学教授、名古屋大学教授を経て東京工業大学教授。低次元多様体と大域解析学に関する研究業績により1993年幾何学賞を受賞。